# Jedna si jedina
"Jedna si jedina" (em português:  "Una e única") foi o hino nacional da Bósnia e Herzegovina entre 1992 e 1998.

## História
A música foi retirada de uma antiga canção folclórica bósnia chamada "S one strane Plive" (em português:  "Do outro lado do rio Pliva"), que foi supostamente inspirada na canção turca "Sivastopol Marşı". A letra foi escrita pelo cantor bósnio Dino Merlin; essa versão é apresentada em seu álbum de 1993, "Moja Bogda Sna". Foi adotado em novembro de 1992, vários meses após a independência, em março de 1992. As comunidades sérvias e croatas não gostaram do hino, e, portanto, uma nova composição, o Intermeco, foi aprovada e adotada pelas Nações Unidas como o hino nacional do país. em 1999.

### Legado
"Jedna si jedina" ainda é considerado o hino nacional de fato da Bósnia e Herzegovina por muitos bósnios, principalmente nacionalistas, que ainda cantam esta canção durante as apresentações do hino nacional do país, pois acreditam que ele deveria estar presente, visto que o atual não tem nenhuma letra oficial.